# Metso
Metso Oyj була фінською компанією промислового машинобудування, яка спеціалізується на наданні технологій і послуг для гірничодобувної промисловості, агрегатів, нафти та газу, вторинної переробки, целюлозно-паперової промисловості та інших переробних галузей.
30 червня 2020 року відбулося часткове поділ Metso та об’єднання підрозділу Metso Minerals і Outotec. 1 липня 2020 року почали роботу дві нові компанії: Neles і Metso Outotec.

## Історія
Metso було створено шляхом злиття Valmet і Rauma Oy в 1999 році. У 2013 році Metso розділилася на дві окремі компанії: Metso Corporation і Valmet Corporation.

### 1990-ті роки
Metso було створено 1 липня 1999 року шляхом злиття Valmet, постачальника паперо-картонних машин, і Rauma, яка зосереджена на технологіях волокон, дробленні гірських порід і рішеннях для контролю потоку.
У 1998 році підприємства Rauma включали:
- Лісові машини Timberjack
- Обладнання для оптоволоконної технології Sunds Defibrator
- Дробарки породи Nordberg
- Neles Controls системи керування клапанами

Операції нової компанії перетиналися, а також певною мірою однакова база клієнтів. Метою злиття було бажання розвиватися, зокрема, в технологічних процесах. Для більшої компанії здавалося, що легше краще виживати на міжнародних ринках. Сфера діяльності компанії стала більш диверсифікованою, ніж раніше, і були критики злиття, які стверджували, що зростання було б легшим, якби кожна з двох компаній придбала конкурента у своєму основному секторі бізнесу.
Нова компанія мала офіси в 50 країнах і 32 000 співробітників після скорочення персоналу на 2 000 осіб, і вона працювала в чотирьох секторах:
1. Папероробні машини
2. Лісова техніка (вилучена в 2001 році)
3. Технологія волокна
4. Заводи для дроблення породи

### 2000-ті роки
Сундберг і Хакала недовго протрималися в керівництві Metso. У 2001 році новим президентом і генеральним директором став Тор Бергман. У 2001 році чистий обсяг продажів компанії Metso склав 4,7 мільярда євро, а в компанії працювало 28 500 співробітників.
Нова Metso Group була розділена на три напрямки діяльності:
1. Технологія волокна та паперу
2. Техніка автоматизації та управління
3. Техніка

Злиття Valmet і Rauma дало напрямок майбутнім зосередженням компанії на
- Целюлозно-паперові та енергетичні технології
- Обладнання, необхідне для будівельної, гірничодобувної та переробної промисловості
- Системи автоматизації та управління для переробної промисловості

Це сформувало три основні сфери діяльності Metso:
1. Папір Metso
2. Metso Minerals
3. Metso Automation

### 2010-ті роки
1 березня 2011 року новим президентом і генеральним директором Metso Corporation був призначений Матті Кяхконен. Раніше Кяхконен очолював сегмент Metso Mining and Construction. Незважаючи на глобальну економічну невизначеність, прибутковість Metso стабільно зростала в 2011 році. Близько 40 відсотків замовлень, отриманих у 2011 році, становили сферу послуг, вартістю понад три мільярди євро.